# Morina (roślina)

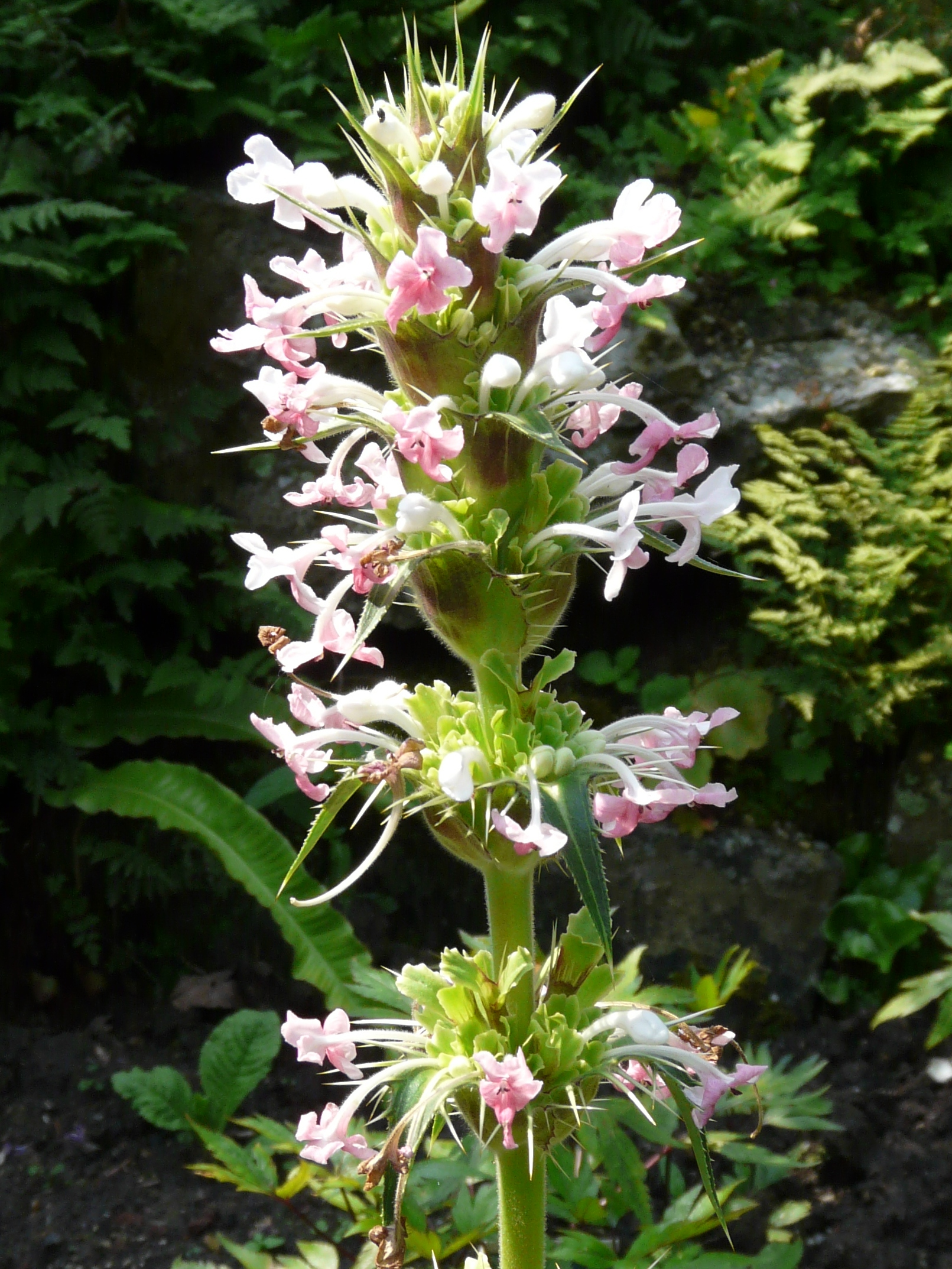
Morina irańska

Morina, moryna, raźnia (Morina) – rodzaj roślin z rodziny przewiertniowatych. Należy do niego około 10–12 gatunków. Występują one od Półwyspu Bałkańskiego na zachodzie po wschodnie Himalaje i Azję Środkową na wschodzie. Zasiedlają różne siedliska, zazwyczaj na terenach górskich. Niektóre gatunki uprawiane są jako rośliny ozdobne (morina długolistna, nepalska i irańska), dwa pierwsze wykorzystywane są w Azji także jako rośliny lecznicze. Nasiona moriny irańskiej spożywane są w Iranie jak ryż. Nazwa rodzajowa upamiętnia Louisa Morina de Saint-Victor (1635–1715), francuskiego lekarza, botanika i meteorologa.

## Morfologia
PokrójByliny o grubym zwykle i rozgałęzionym korzeniu oraz drewniejącej szyi korzeniowej okrytej u nasady pozostałościami starych liści. Wzniesione pędy kwiatostanowe osiągają do 125 cm wysokości.
LiścieW większości skupione w przyziemnej rozecie – liście łodygowe są nieliczne. Wyrastają w okółkach po 3–4 (rzadko do 6), czasem też parami (naprzeciwlegle). Kształt blaszki jest równowąski do lancetowatego. Blaszka jest sztywna, bywa pierzasto podzielona, na brzegu jest falista i kolczasta.
KwiatyWyrastają zebrane w okółkach i wsparte parami liściopodobnych przysadek tworzą wydłużony kwiatostan, rzadko skupione są główkowato. Kwiaty są siedzące lub osadzone na krótkich szypułkach. U ich nasady znajduje się dzwonkowaty kieliszek zwieńczony 8–16 szydlastymi ząbkami (dwa z nich są dłuższe od pozostałych). Kielich jest trwały, dwuwargowy, z 2–3 łatkami na każdej z warg. Korona kwiatu zrosłopłatkowa, z długą i wygiętą rurką, dwuwargowa (górna warga z dwóch łatek, dolna z trzech). U nasady rurki znajduje się pojedynczy miodnik. Płatki są białe, różowe, fioletowe lub żółte. Pręciki są cztery, dwa płodne, dwa wykształcone jako prątniczki, ukryte są w rurce korony. Zalążnia jest dolna, jednokomorowa i z pojedynczym zalążkiem. Słupek pojedynczy z główkowatym lub dyskowatym znamieniem.
OwoceCylindryczne niełupki o ścianie grubej i pomarszczonej.

## Systematyka
Pozycja systematyczna według APweb (aktualizowany system APG IV z 2016)
W obrębie rodziny przewiertniowatych (Caprifoliaceae) rodzaj należy do podrodziny Morinoideae (syn. Morinaceae Rafinesque).
Wykaz gatunków
- Morina bracteata C.Y. Cheng & H.B. Chen
- Morina chinensis Y.Y. Bai
- Morina chlorantha Diels
- Morina coulteriana Royle
- Morina kokonorica K.S. Hao
- Morina longifolia Wall. ex DC. – morina długolistna
- Morina lorifolia C.Y. Cheng & H.B. Chen
- Morina ludlowii (M.J. Cannon) D.Y. Hong
- Morina nepalensis D. Don – morina nepalska
- Morina persica L. – morina irańska
- Morina polyphylla Wall. ex DC.
- Morina subinermis Boiss.

## Uprawa
Rośliny ozdobne (morina długolistna, irańska i nepalska) uprawiane są w ogrodach skalnych i na rabatach w miejscach słonecznych. Wymagają gleby przepuszczalnej, dobrze zdrenowanej. Rozmnażane są przez podział roślin, sadzonki korzeniowe lub wysiew nasion od razu po ich zbiorze.